# Anna Neagle
Anna Neagle (ur. 20 października 1904 zm. 3 czerwca 1986) – brytyjska aktorka filmowa.

## Filmografia
- 1929: Those Who Love
- 1932: Good Night, Vienna jako Viki
- 1937: Królowa Wiktoria jako Królowa Victoria
- 1947: The Courtneys of Curzon Street jako Kate O'Halloran
- 1956: Zbuntowana jako Valerie Carr
- 1959: The Lady Is a Square jako Frances Baring